# Andhra University College of Engineering

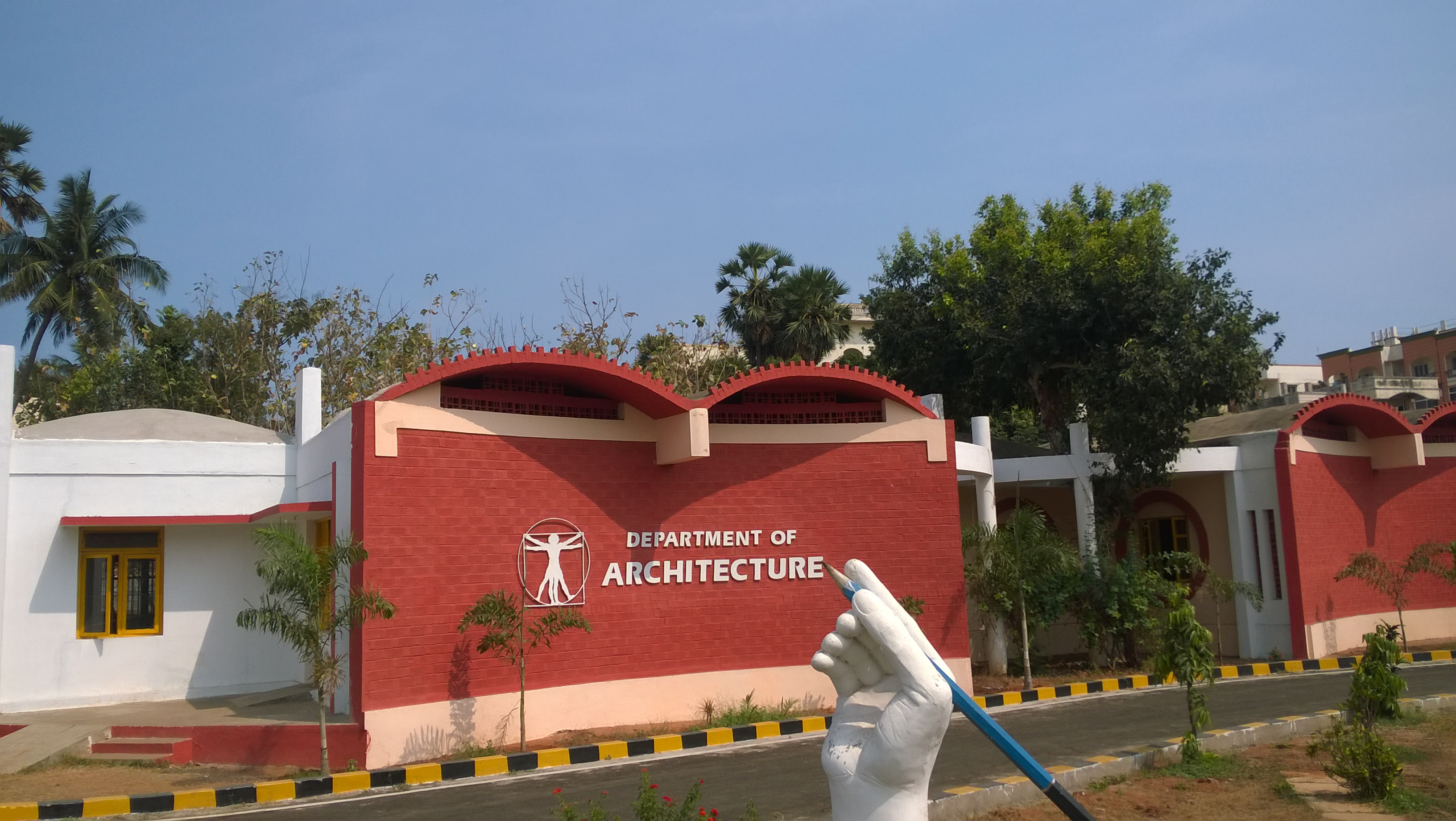
Fakulteten för arkitektur.

Andhra University College of Engineering är en teknisk högskola i Visakhapatnam i Indien. Högskolan är ett autonomt college vid Andhra University. Högskolan bildades 1955 och nuvarande rektor är professor P S N Raju.
Arkitektur, elektronik, metallurgi, datavetenskap, biomedicin och samhällsvetenskap är exempel på några av de många utbildningar som ges vid högskolan.